# Cecilia Kraitz
Cecilia Isabella Kraitz , född 4 mars 1964 i Stockholm, är en svensk keramiker och konstnär verksam i Båstad.

## Biografi
Cecilia Kraitz växte upp i en konstnärsfamilj i byn Fogdarp på skånska Bjärehalvön. Föräldrarna Ulla Kraitz och Gustav Kraitz är båda keramiker och skulptörer med sin verksamhet på uppväxtgården. På 1980-talet utbildade hon sig inom konst och keramik vid Nordvästra Skånes folkhögskola, hos keramikern Sofia Nilsson i Ängelholm samt i Helsingborg, men fick sin naturliga praktik på föräldragården. Då föräldrarna främst arbetar med gamla kinesiska keramiska metoder, har hon sedan 1990-talet själv valt att arbeta enligt gammal japansk wabi sabi-estetik och rakukeramik med sina svårförutsägbara slutresultat i vedeldad högtemperaturugn. Hon har sin konstnärsverkstad vid Norrvikens Trädgårdar i Båstad.
Genombrottet som konstnär kom 1992 med separatutställningar på Södra Galleriet i Stockholm, Galleri Bergklinten i Orrefors och Stadshusgalleriet i Laholm. 1995 ställde hon ut tillsammans med föräldrarna på Hishults konsthall. Hon har därutöver deltagit i ett stort antal separat- och samlingsutställningar såsom på Höganäs Museum och Konsthall, Ystad klostermuseum, Märta Måås-Fjetterströms i Båstad, Vikingsberg, Röhska museet, Regionmuseet Kristianstad, Landskrona konsthall, Raus Stenkärlsfabrik, KONSTOCHFOLK samt Konsthantverkarna i Stockholm. 
Kraitz är representerad vid bland annat Kulturen i Lund, Helsingborgs museum, Höganäs Museum och Konsthall, Regionmuseet Kristianstad, Röhsska museet, kommunsamlingarna i Värnamo, Ängelholm, Båstad och Jönköping.
Hon erhöll Kristianstads läns landstings kulturstipendium 1994.
Sedan 2003 är hon gift och samarbetar med fotografen Mikael Bertmar. Hon är syster till designern Anna Kraitz.